# 高室弓生
高室 弓生（たかむろ きみ、3月28日 - ）は、日本の漫画家、イラストレーター。岩手県出身。
画風、題材ともに個性的で、主に縄文時代を舞台にした作品を手掛ける。岩手県遠野には縄文時代の遺跡が多くあり、高校時代に腕を骨折した際に高校のそばにある縄文遺跡で縄文人の骨折治療の跡を見て以来、縄文文化に熱中しているという。自身が縄文土器片を発掘するなど、学術的に正確な描写ができるため、本編のほかにコーナーとして設けられた縄文時代うんちく漫画も手がける。
「コミックトムプラス」（潮出版社）にて連載していた縄文時代のホームコメディ『ニタイとキナナ』が2006年11月に青林工藝舎より復刊単行本化され、「モーニングパーティ増刊」（講談社）にて連載していた『縄文物語』が『縄文物語 わのきなとあぐね』として2007年3月に同社より復刊された。

## 単行本
- 『遠野絵物語』（講談社、ISBN 978-4874443750）
- 『縄文物語』 （講談社、ISBN 978-4063150261、『縄文物語―わのきなとあぐね』として復刊 ※講談社版未収録の作品が追加されている）
- 『劇画古事記 神々の物語』（原作）戸部民夫、ISBN 978-4862380296）
- 『ニタイとキナナ』（青林工藝舎、ISBN 978-4883792306）
- 『縄文物語―わのきなとあぐね』（青林工藝舎、ISBN 978-4883792382）

## 作品
- 『北方古譚　虫の部族』(アックス　第64号 2008/8）
- 『北方古譚　赤い布』(アックス　第66号 2008/12～第68号 2009/4）
- 『繭』（アックス第70号 2009/8）
- 『えびす聖子（みこ）』（WEBコミックトム　潮出版社　2013/12～連載中）